# Colgan-Air-Flug 3407
Auf dem Flug 3407 der Colgan Air (durchgeführt unter der Marke Continental Connection für Continental Airlines) verunglückte am 12. Februar 2009 eine De Havilland DHC-8 vom Newark Liberty International Airport kommend beim Landeanflug auf den Buffalo Niagara International Airport in Clarence Center auf Grund eines Pilotenfehlers. Bei dem Absturz kamen alle 49 Menschen an Bord sowie eine Person am Boden ums Leben.

## Fluggerät
Bei dem verunglückten Flugzeug handelt es sich um eine De Havilland DHC-8-400 mit 74 Sitzplätzen und dem Luftfahrzeugkennzeichen N200WQ. Die zweimotorige Turboprop-Maschine gehörte Colgan Air und wurde auch von dieser Fluggesellschaft betrieben. Das Flugzeug war mit einer Anlage zur Enteisung ausgestattet. Es wurde im April 2008 von der Federal Aviation Administration zertifiziert und im selben Monat in Dienst gestellt.
Der Flugzeugtyp DHC-8-400 war vor dem Unfall in 13 Zwischenfälle verwickelt, der Absturz von Flug 3407 war aber der erste Zwischenfall dieses Musters mit Todesopfern. Der Absturz war auch der erste Flugunfall, bei dem Fluggäste der Fluggesellschaft Colgan Air getötet wurden, seitdem diese 1991 gegründet worden war – im August 2002 waren allerdings die beiden Besatzungsmitglieder einer Colgan-Air-Maschine getötet worden, als ihr Flugzeug bei Manassas, Virginia verunglückte. Der einzige Zwischenfall mit einem Colgan-Air-Passagierflug geschah auf dem Flughafen LaGuardia, als ein anderes Flugzeug auf dem Vorfeld mit einem Colgan-Air-Flugzeug kollidierte, wobei ein Besatzungsmitglied leicht verletzt wurde.

## Flugverlauf

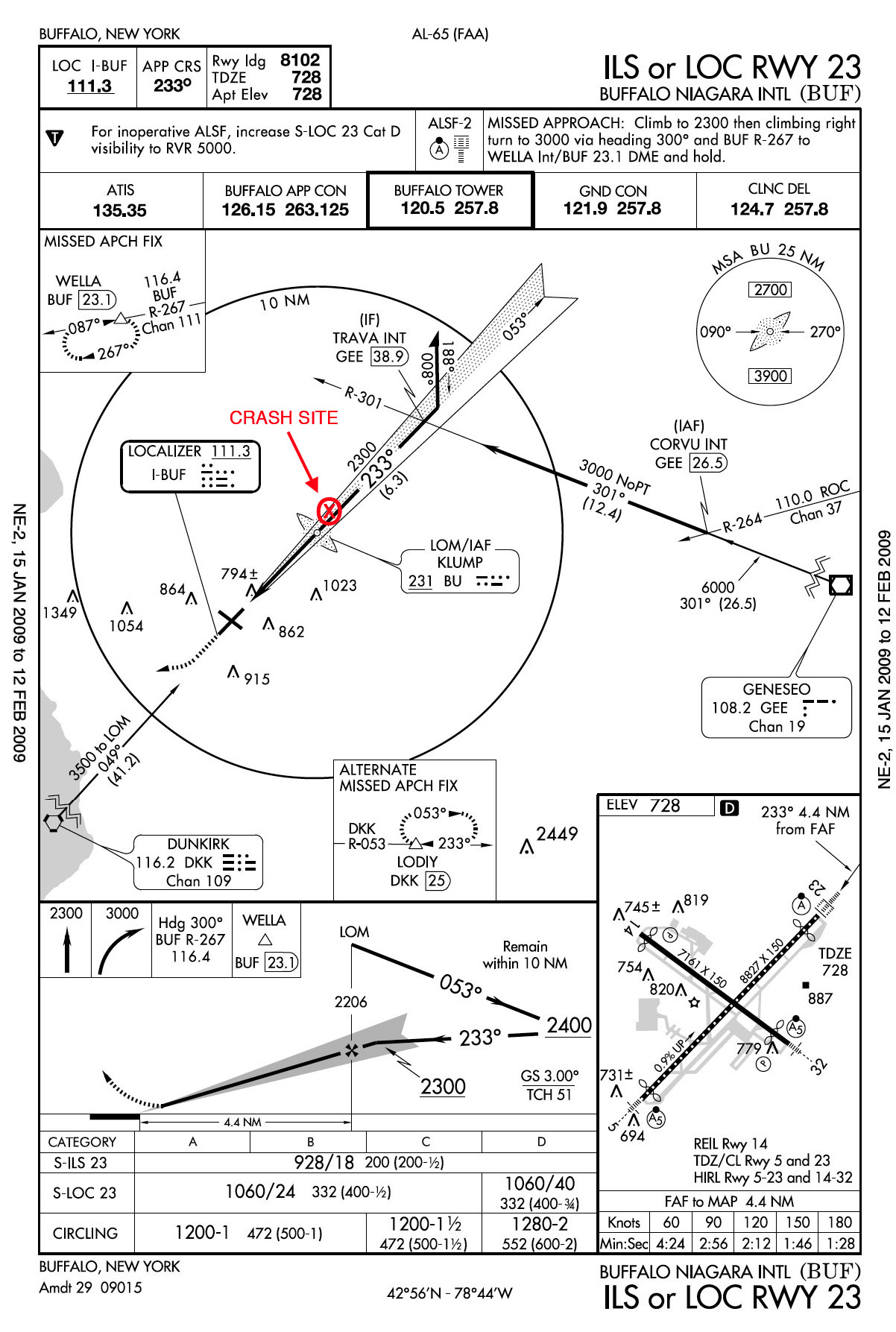
FAA ILS/LOC-Anflugplan zur Landebahn 23 des Buffalo Niagara International Airport (KBUF). Das Flugzeug stürzte in der Nähe des Locator Outer Marker (LOM) etwa fünf Nautische Meilen vor der Schwelle von Landebahn 23 ab.

Der Flug wurde von der Regionalfluggesellschaft Colgan Air im Rahmen eines Codesharings mit Continental Airlines durchgeführt. Colgan-Air-Flug 3407 wurde als Continental-Air-Flug 3407 unter der Marke Continental Connection durchgeführt. Das Flugzeug hob am 12. Februar um 21:20 Uhr EST vom Flughafen in Newark ab und nahm Kurs auf Buffalo. Gegen 22:11 Uhr Ortszeit (03:11 Uhr UTC am 13. Februar) hatte die Luftverkehrskontrolle den letzten Funkkontakt mit der Flugzeugbesatzung. Kurz darauf stürzte das Flugzeug in ein Wohnhaus in der Ortschaft Clarence Center nordöstlich von Buffalo, etwa 10 km vor dem Erreichen der Landebahn 23 des Flughafens in Buffalo.
Der zum Unfallzeitpunkt das Flugzeug steuernde Pilot, Flugkapitän Marvin Renslow, flog seit 2005 für Colgan Air und hatte eine Flugerfahrung von 3379 Flugstunden. Die erste Offizierin, Rebecca Lynne Shaw, arbeitete seit Januar 2008 für die Fluggesellschaft und hatte eine Flugerfahrung von 2244 Stunden.
Für das Flugzeug war der ILS-Anflug zur Landebahn 23 freigegeben, als es vom Radarschirm verschwand. Die letzte inoffizielle Radarposition wurde um 22:11 Uhr Ortszeit aufgezeichnet. Zum Zeitpunkt des Absturzes herrschten leichter Schneefall, Nebel und eine Windgeschwindigkeit von 27 km/h. Zwei andere Flugzeuge berichteten etwa zum selben Zeitpunkt von Vereisungen. Der letzte Funkkontakt mit dem Flugzeug war drei nautische Meilen nordöstlich des Funkfeuers KLUMP, als die Erste Offizierin Shaw eine Routineanweisung der Flugverkehrskontrolle zum Wechsel auf die Funkfrequenz des Towers bestätigte. Vor dem Unfall gab es keine Luftnotlageerklärung durch die Flugzeugbesatzung. Nach verschiedenen Versuchen, mit der Besatzung Sprechfunkkontakt aufzunehmen, ersuchte die Luftverkehrskontrolle die Besatzungen der Flüge Delta 1998 und US Airways 1452, Sichtkontakt mit dem vermissten Flugzeug herzustellen; die Delta-Besatzung meldete, dass sie das Flugzeug der Colgan Air nicht sehen könne.

## Absturz
Das Flugzeug stürzte auf ein Wohnhaus in der Long Street in Clarence Center, etwa fünf nautische Meilen vor der Landebahnschwelle und direkt unter dem Anflugpfad, wobei die Nase des Flugzeuges von der Landebahn weg zeigte. Das durch den Absturz hervorgerufene Feuer zerstörte das Haus und den größten Teil des Flugzeuges.
Die Grundstücke in dem Gebiet haben nur eine Breite von 18,3 m (20 Yard) und das direkt auf das Haus stürzende Flugzeug zerstörte dieses vollkommen, die umliegenden Häuser wurden bemerkenswert gering beschädigt. Unweit der Absturzstelle befindet sich die Feuerwache der Ortschaft, so dass die Einsatzkräfte schnell vor Ort waren. Wegen des intensiven Brandes wurden zwölf benachbarte Häuser evakuiert.

## Opfer

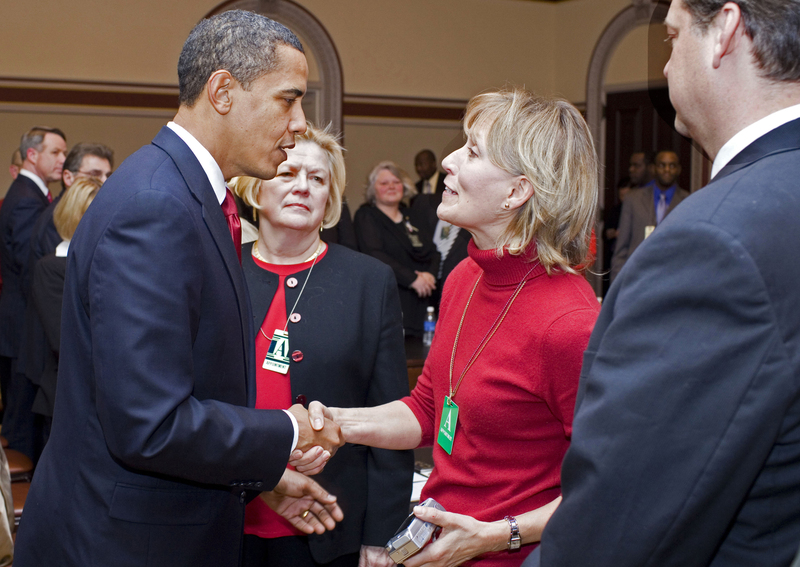
Präsident Barack Obama mit Beverly Eckert eine Woche vor dem Absturz

Die Zahl der Opfer beläuft sich auf 50. Sie setzt sich zusammen aus den beiden Piloten, zwei Flugbegleitern, 44 Passagieren und einem Piloten der Fluggesellschaft, der nicht im Dienst war. Ein Bewohner des Hauses, auf das die Maschine stürzte, wurde getötet, vier weitere Personen am Boden – zwei weitere Hausbewohner und zwei Feuerwehrleute – wurden verletzt.
Unter den Passagieren waren die Menschenrechtsaktivistin Alison Des Forges, die für Human Rights Watch tätig und thematisch auf den Völkermord in Ruanda spezialisiert war, die Jazzmusiker Gerry Niewood und Coleman Mellett, die auf dem Weg zu einem Konzert mit Chuck Mangione und dem Buffalo Philharmonic Orchestra waren, sowie Beverly Eckert, die stellvertretende Vorsitzende des 9/11 Family Steering Committees und eine der führenden Personen der Vereinigung Voices of September 11, deren Ehemann bei den Terroranschlägen vom 11. September 2001 im World Trade Center getötet worden war.

## Untersuchung
Sowohl der Flugdatenschreiber (FDR) als auch der Cockpit Voice Recorder (CVR) wurden geborgen und zur Auswertung durch das National Transportation Safety Board (NTSB) und das Department of Homeland Security (DHS) nach Washington, D.C. gebracht.
Erste Auswertungen der Flugschreiber ergaben, dass das Flugzeug starke Roll- und Nickbewegungen ausführte, nachdem die Crew unmittelbar vor dem Absturz das Fahrwerk ausgefahren und die Landeklappen in die Anflugskonfiguration gebracht hatte. Bis zu diesem Zeitpunkt war der Flug normal verlaufen. Das Enteisungssystem des Flugzeuges war eingeschaltet. Während des Sinkfluges meldete die Crew eine Sichtweite von drei nautischen Meilen. Ursprünglich wurde angenommen, dass das Flugzeug direkt in das Haus hineingeflogen war, die Ermittlungen ergaben jedoch schnell, dass das Flugzeug von oben darauf stürzte und die Rumpfnase nach Nordosten gerichtet war, also von der Landebahn weg zeigte.
Durch die zwischenzeitlich für eine Kongressanhörung gefertigten Abschriften des Voicerecorders ist belegbar, dass es seitens des Kapitäns und der Copilotin zu Verstößen gegen Regeln der Flugaufsichtsbehörde gekommen ist. Zudem werden Zusammenhänge zwischen dem Absturz und unangemessenen Arbeitsbedingungen diskutiert, die darin bestehen, dass US-amerikanische Piloten teilweise massiv unterbezahlt und gleichzeitig extremen arbeitszeitlichen Belastungen ausgesetzt werden.
Aus dem Untersuchungsbericht zum Absturz geht hervor, dass der Kapitän wegen der durch die Wetterverhältnisse drohende Vereisung während des Fluges die beabsichtigte Mindestgeschwindigkeit im Landeanflug um 15 Knoten erhöhte. Dies wurde vor dem Endanflug nicht zurückgenommen; allerdings wurde eine normale Landegeschwindigkeit von 118 Knoten anstelle der unter Vereisungsbedingungen notwendigen 138 Knoten gewählt. Da beim Landeanflug die höher eingestellte Mindestgeschwindigkeit unterschritten wurde, sprach mehrfach der Stick Shaker an, und der Autopilot schaltete sich ab. Der Kapitän interpretierte die unerwartete Situation sehr wahrscheinlich falsch. Anstatt zu drücken, zog er an der Steuersäule und erhöhte so den Anstellwinkel noch weiter. Daraufhin wurde wenig später der Stick Pusher aktiviert, der die Steuersäule automatisch nach vorn drückte, um den Anstellwinkel des Flugzeuges umgehend zu verringern und damit den unmittelbar drohenden Strömungsabriss zu verhindern. Als die Copilotin kurz darauf unaufgefordert und ohne Ankündigung die Landeklappen vollständig einfuhr, kam es zum vollständigen Strömungsabriss, und die Maschine kippte über die rechte Tragfläche ab. Nach einer halben Trudelumdrehung und einem Höhenverlust von ca. 240 m schlug das Flugzeug mit dem Cockpitbereich voran auf dem Boden auf.
Der Absturz hat Ähnlichkeiten mit dem Turkish-Airlines-Flug 1951, der am 25. Februar 2009, 13 Tage nach dem Absturz bei Buffalo, auch aufgrund eines Geschwindigkeitsverlusts bei dem Landeanflug vor dem Flughafen Amsterdam Schiphol abstürzte.